# Baron Balfour of Glenawley

Wappen der Barone Balfour of Glenawley

Baron Balfour of Glenawley war ein erblicher britischer Adelstitel in der Peerage of Ireland, der nach Clanawley im County Fermanagh benannt war.

## Verleihung
Der Titel wurde am 8. November 1619 von König Jakob I. für den schottischen Adligen Sir James Balfour, den jüngeren Bruder des Michael Balfour, 1. Lord Balfour of Burleigh geschaffen.
Der Titel erlosch beim Tod seines jüngeren Sohnes, des 3. Barons, um 1636.

## Liste der Barone Balfour of Glenawley (1619)
- James Balfour, 1. Baron Balfour of Glenawley († 1634)
- James Balfour, 2. Baron Balfour of Glenawley († 1636)
- Alexander Balfour, 3. Baron Balfour of Glenawley († um 1636)